# Crasiella pacifica
Crasiella pacifica är en djurart som tillhör fylumet bukhårsdjur, och som beskrevs av Schmidt 1974. Crasiella pacifica ingår i släktet Crasiella och familjen Planodasyidae. Inga underarter finns listade i Catalogue of Life.